# والتر ديزموند
والتر ديزموند (بالإنجليزية: Walter Desmond) هو قاضي ومحامي أمريكي، ولد في 3 فبراير 1876، وتوفي في 13 مايو 1951.